# Boleczaj
Boleczaj – staropolskie imię męskie, złożone z członów Bole- ("więcej, lepiej, bardziej") i -czaj ("spodziewać się, oczekiwać"). Mogło oznaczać "ten, który oczekuje czegoś lepszego".